# Jiří Kotas
Jiří Kotas (7. června 1952 Praha – 5. dubna 2020 Ottawa) byl český politik a podnikatel. V roce 1992 neúspěšně kandidoval pod jménem Jiří Včelař Kotas na prezidenta České a Slovenské Federativní Republiky.
Vystudoval Filozofickou fakultu Karlovy univerzity. V 70. letech pracoval v Československo-sovětském institutu ČSAV jako expert na dějiny kubánské revoluce. V roce 1979 emigroval do Kanady. Po roce 1989 se vrátil do Československa a začal se věnovat politice. Stal se předsedou Konzervativní strany – Svobodného bloku, která ve volbách v roce 1990 zcela propadla. V roce 1991 založil banku Bohemia, která se po třech letech stala první zkrachovalou českou bankou. Později byl vůdčí osobností Konzervativní strany a následně vstoupil do Liberálně sociální unie. V roce 1992 kandidoval na kandidátce hnutí Důchodci za životní jistoty. Ve stejném roce neúspěšně kandidoval na prezidenta ČSFR. Při volbě nedostal dostatečný počet hlasů. V roce 1996 jako nezávislý neúspěšně kandidoval do Senátu. V roce 2002 se objevil na kandidátce strany Česká pravice.
V roce 2009 znovu emigroval do Kanady, jelikož odmítá, že by kšeftoval s padělky obrazů. Krajský soud v Ostravě jej v březnu 2015 odsoudil na 6 let do vězení, ale v roce 2017 byl obžaloby i se svým spolupracovníkem zproštěn.
Zemřel v Ottawě 4. dubna 2020 na rakovinu tlustého střeva.